# The Alters
The Alters es un videojuego de supervivencia desarrollado y publicado por 11 Bit Studios. En él, el jugador asume el control de Jan Dolski, un minero espacial que debe crear versiones alternativas de sí mismo para sobrevivir en un planeta inhóspito. Se lanzó para PlayStation 5, Windows y Xbox Series X/S el 13 de junio de 2025.

## Jugabilidad
En The Alters, el jugador asume el control de Jan Dolski, un constructor que trabaja en la expedición espacial del Proyecto Dolly. Jan debe pilotar una enorme base con forma de rueda a lo largo de la superficie del planeta para mantenerse fuera del alcance del sol, que podría matarlo debido a la radiación letal. Es un videojuego de supervivencia en el que los jugadores deben explorar el planeta y extraer recursos y materiales, lo cual es esencial para mantener y expandir la base. Se debe construir infraestructura, como torres de alta tensión, para alimentar el equipo de minería. La expansión de la base es similar a la de juegos como Fallout Shelter y XCOM, donde los jugadores deben añadir nuevas salas y módulos a la base, mejorando sus capacidades y manteniendo a su tripulación satisfecha. Cada segmento del juego está cronometrado, ya que el sol saldrá y aniquilará a toda la tripulación del jugador. Un segundo de tiempo real equivale a un minuto de juego.
Para sobrevivir y escapar antes del amanecer, se debe crear «Alters» con un material conocido como Rapidium. Los Alters son versiones alternativas de sí mismo que tomaron decisiones de vida diferentes y, por lo tanto, tienen habilidades, estilos de vida y personalidades propias. Mediante un sistema llamado «Árbol de la Vida», el Jan original puede analizar su propio camino vital y elegir qué Alter traerá a la vida. Los Alters pueden ofrecer soluciones a los problemas que enfrenta el jugador. Por ejemplo, el científico Jan podría ayudar a los jugadores a investigar nuevas formas de desenvolverse en los entornos hostiles del juego. Cada Alter tiene sus propias emociones, necesidades y miedos, y los jugadores deben revisar su estado con regularidad. Si no se les presta atención, pueden actuar precipitadamente, con consecuencias imprevistas. Hay un número máximo de Alters que un jugador puede crear en una partida.